# Zell, Cham
Zell là một đô thị ở huyện Cham bang Bayern nước Đức. Đô thị Zell, Cham có diện tích 32,93 km², dân số thời điểm ngày 31 tháng 12 năm 2006 là 1843 người.